# Коленцево (Ленинградская область)
Коленцево — деревня в Оредежском сельском поселении Лужского района Ленинградской области.

## Название
Существует версия, согласно которой название деревни произошло от слова «колено», ввиду того, что в этом месте берег Поддубского озера образует изгиб, колено.

## История
Впервые упоминается в Писцовой книге Водской пятины 1500 года, как деревня Колени над озером над Верхутном в Никольском Бутковском погосте Новгородского уезда.
В 60-х годах XIX века, после реформы 1861 года, в связи с переселением в Коленцево крестьян из деревни Верхутино, помещиком Николаем Михайловичем Целепи (1819—1866) в Коленцеве была построена деревянная часовня во имя Покрова Пресвятой Богородицы.
В 1864—1866 годах временнообязанные крестьяне деревни выкупили свои земельные наделы у Н. М. Целепи и стали собственниками земли.
В XIX — начале XX века деревня административно относилась к Перечицкой волости 1-го земского участка 1-го стана Лужского уезда Санкт-Петербургской губернии.
По данным «Памятной книжки Санкт-Петербургской губернии» за 1905 год, деревня Коленцево входила в Поддубское сельское общество.
По данным 1933 года деревня Коленцево входила в состав Калищенского сельсовета Лужского района.
По данным 1966 года деревня Коленцево входила в состав Сокольницкого сельсовета Лужского района.
По данным 1973 и 1990 годов деревня Коленцево входила в состав Каменского сельсовета.
В 1997 году в деревне Коленцево Каменской волости проживали 18 человек, в 2002 году — 25 человек (все русские).
В 2007 году в деревне Коленцево Оредежского СП проживали 12 человек.

## География
Деревня расположена в восточной части района на автодороге 41А-004 (Павлово — Луга).
Расстояние до ближайшей железнодорожной станции Оредеж — 8 км. 
Деревня находится на северном берегу Поддубского озера.

## Демография
| 1997 | 2007 | 2010 | 2017 |
| ---- | ---- | ---- | ---- |
| 18   | ↘12  | ↘11  | ↗19  |

## Достопримечательности
- Городище в 1 км к юго-западу от деревни на берегу озера[2]

## Улицы
Коленцево-Приют, Лесная, Оредежский переулок, Садоводов, Хуторская, Центральная.